# ادیهالی (کانارایپاتنا)
ادیهالی (کانارایپاتنا) (به انگلیسی: Adihalli (Channarayapatna)) یک روستا در هند است که در کارناتاکا واقع شده‌است.